# Interner Kolonialismus
Als Internen Kolonialismus bezeichnet man eine strukturelle politische und ökonomische Ungleichheit zwischen einzelnen Regionen innerhalb eines Staates.

## Ursprung des Begriffs
Lenin sprach über russischen Kolonialismus innerhalb von Russland: „Die Ukraine ist für Russland, was Irland für England ist: extrem ausgebeutet und erhält dafür nichts zurück.“ In den zwanziger Jahren sprach Antonio Gramsci über norditalienischen Kolonialismus gegenüber Süditalien. Der Erste, der ausdrücklich von „internem Kolonialismus“ sprach, war Leo Marquard in seinem 1957 erschienenen Buch über Südafrika. 1965 benutzte Pablo González Casanova den Begriff für Mexiko. Von Robert Blauner wurde der Begriff „internal colonialism“ 1969 auf die afroamerikanische Bevölkerung bezogen, deren Gemeinschaften der Autor als interne Kolonien der Vereinigten Staaten beschrieb. Im Jahre 1973 folgte Sergio Salvi mit seinem Buch über die zehn „verbotenen Völker“ Westeuropas (unter anderem Katalonien, Schottland, die Bretagne und Okzitanien).
Das Buch, auf das sich seither viele Forscher beziehen, war Internal Colonialism von Michael Hechter aus dem Jahr 1975. In seinem Buch stellte Hechter die These auf, dass das angelsächsisch geprägte England als Kern Britanniens die Peripherie der „keltischen Randzonen“ (celtic fringe), das heißt Irland, Wales und Schottland, wie Kolonien behandelt habe. Er betrachtete den Zeitraum ab 1536, dem Jahr der Annexion des bis dahin autonomen Fürstentums Wales durch das Königreich England. Unter Anwendung der Dependenztheorie untersuchte er die sozioökonomischen, politischen und kulturellen Beziehungen zwischen dem Zentrum England und den peripheren Landesteilen. Politisch habe England den anderen Teilen des Reiches Souveränität entzogen und Autonomie verweigert, sie wirtschaftlich ausgebeutet, ihren Bewohnern sozial nachrangige Positionen zugewiesen und versucht, ihre kulturellen Eigenheiten zu unterdrücken. Dies spiegele sich auch in einer bis in die zweite Hälfte des 20. Jahrhunderts fortbestehende Ungleichentwicklung der Wirtschaft, der Bevölkerung und des Lebensstandards, kulturelle Differenzen und politischen Partikularismus. Verschiedene Autoren haben Hechters Modell aber auch in mehreren Punkten kritisiert.
1979 widmete die Fachzeitschrift Ethnic and Racial Studies dem Thema interner Kolonialismus eine ganze Ausgabe mit Beiträgen zur Bretagne, Quebec, Alaska, Ostfinnland, Süditalien und Österreich-Ungarn.

## Merkmale
In einem Staat mit Anzeichen von internem Kolonialismus besteht ein sehr großer sozio-ökonomischer Unterschied zwischen verschiedenen Gebieten oder Gruppen. Wie im klassischen Kolonialismus produzieren die unterdrückten Gebiete oder Gruppen für die Metropole und kaufen für teures Geld wieder ein. Die Banken, also die Kredite, sind in der Metropole. Die ökonomische Abhängigkeit setzt die zentrale Regierung mit juristischen, politischen und militärischen Mitteln durch. Die Menschen in den internen Kolonien gelten als religiös, ethnisch oder sprachlich anders. Die Rechtfertigung für die Unterdrückung, wie im klassischen Kolonialismus, wird mit rassistischen Argumenten erreicht.
In einem Staat, der internen Kolonialismus betreibt, sind Klassenunterschiede und Grenzen zwischen den privilegierten und unterdrückten Gruppen identisch. Die Unterdrückten versuchen, sich an die Kultur des Zentrums zu assimilieren, da ihnen dies ein materieller Aufstieg ermöglicht.

## Beispiele
Außer den genannten Beispielen Großbritannien, Südafrika, Mexiko, Russland, Italien:
- Volksrepublik China: Bei der Diskussion der Politik der Volksrepublik China gegenüber den ethnischen Minderheiten an der Peripherie wird das Konzept des internen Kolonialismus debattiert.[7]
- Israel: Die Behandlung der Palästinenser durch Israel bezeichnet der Soziologe Elia Zureik als internen Kolonialismus.[8]
- Philippinen: Die Politik des philippinischen Staats gegenüber den Moros auf Mindanao wird als eine Fortsetzung des spanischen und des amerikanischen Kolonialismus und mithin als interner Kolonialismus dargestellt (siehe Moro-Konflikt).[9][10]
- Sudan: Die muslimisch-arabische Elite in Khartum führte sowohl während des Mahdi-Aufstands (1881–1899) als auch nach der Unabhängigkeit von Großbritannien eine koloniale Politik gegenüber dem Norden (Nubien), dem Westen (Darfur) und dem Süden des Landes fort.[11][12][13][14][15] Dazu wird auch der Versuch der Zentralregierung gezählt, den nicht-arabischen und nicht-muslimischen Minderheiten die arabisch-islamische Kultur überzustülpen.[16]
- Thailand: Die Integration zuvor politisch und kulturell autonomer Staatswesen auf dem Gebiet des heutigen Nord-, Nordost- und äußeren Südthailand in den thailändischen Zentralstaat ab 1892 sowie die Politik der Thaiisierung ethnischer Minderheiten an der Peripherie wird von einigen Autoren als interner Kolonialismus bezeichnet.[17][18] Bemerkbar macht sich dieser vor allem in dem ethnisch-religiösen Konflikt der muslimischen Malaien im Süden gegen den thailändischen Staat, siehe Konflikt in Südthailand.[19][20][21]

## Bibliographie
- Abercrombie, Nicholas, Stephan Hill & Bryan S. Turner (2000). The Penguin Dictionary of Sociology. 4th edition. London: Penguin Books.
- Blaschke, Jochen: Volk, Nation, interner Kolonialismus, Ethnizität. BIVS. 1984
- Dietz, Bernhard: Die Macht der inneren Verhältnisse. Historisch-vergleichende Entwicklungsforschung am Beispiel der „keltischen Peripherie“ der Britischen Inseln. Lit Verlag, Münster, 1999
- Gonzalez Casanova, Pablo (1965). Internal Colonialism and National Development. Studies in Comparative International Development, vol. 1, no. 4,  pp. 27–37.
- Gunder Frank, Andre (1970). Latin America: underdevelopment or revolution: essays on the development of underdevelopment and the immediate enemy. New York/London: Monthly Review Press.
- Hechter, Michael (1975). Internal Colonialism: The Celtic Fringe in British National Development. Berkeley: University of California Press, Berkeley
- Hertog, Frank den: Minderheit im eigenen Land? Zur gesellschaftlichen Position der Ostdeutschen in der gesamtdeutschen Realität. Campus, Frankfurt am Main 2004
- Luther, Hans U.: Der Mindanao-Konflikt. Institut für Allgemeine Überseeforschung. 1979
- Marquard, Leo (1957). South Africa’s Colonial Policy, Johannesburg: Institute of Race Relations.
- Walls, David. (2008). Central Appalachia: Internal Colony or Internal Periphery? (web article), Sonoma State University. Access date: January 5, 2011.
- Wolpe, Harold (1975). The Theory of Internal Colonialism: The South African Case. In: I. Oxhaal et al.: Beyond the Sociology of Development. London: Routledge & Kegan Paul.